# Maria Zikyridou
Maria Zikyridou (in greco Μαρία Ζικυρίδου?; Larissa, 12 gennaio 1982) è un'ex cestista greca.

## Carriera
Con la Grecia ha disputato i Campionati europei del 2009.